# Cavolinioidea
Cavolinioidea zijn een superfamilie van weekdieren uit de klasse van de Gastropoda (slakken).

## Families
- Cavoliniidae Gray, 1850 (1815)
- Cliidae Jeffreys, 1869
- Creseidae Rampal, 1973
- Praecuvierinidae A. Janssen, 2006 †
- Sphaerocinidae A. W. Janssen & P. A. Maxwell, 1995 †

### Synoniemen
- Cleodoridae Gray, 1840 => Cavoliniidae Gray, 1850 (1815)
- Clioidae Jeffreys, 1869 => Cliidae Jeffreys, 1869
- Cuvierinidae van der Spoel, 1967 => Cavoliniidae Gray, 1850 (1815)
- Hyalaeidae Rafinesque, 1815 => Cavoliniidae Gray, 1850 (1815)
- Tripteridae Gray, 1850 => Cavoliniidae Gray, 1850 (1815)